# 126
El año 126 (CXXVI) fue un año común comenzado en lunes del calendario juliano, en vigor en aquella fecha.
En el Imperio romano el año fue nombrado el del consulado de Vero y Ambíbulo, o menos frecuentemente, como el 879 ab urbe condita, siendo su denominación como 126 a principios de la Edad Media, al establecerse el Anno Domini.

## Acontecimientos
- Primer año de la era Yongjian de la dinastía Han china.

## Nacimientos
- 1 de agosto - Pertinax, emperador romano (m. 193).
- Aulo Gelio, abogado y escritor romano (posible fecha).

## Fallecimientos
- Domicia Longina, viuda del emperador romano Domiciano.